# Passenger (album Mnemic)
Passenger to trzeci album francusko-duńskiej grupy metalowej Mnemic. Jest też pierwszym wydawnictwem na którym zaśpiewał nowy wokalista zespołu – Guillaume Bideadu.

## Lista utworów
1. "Humanaut" – 1:52
2. "In the Nothingness Black" – 5:02
3. "Meaningless" – 3:43
4. "Psykorgasm" – 4:13
5. "Pigfuck" – 4:26
6. "In Control" – 7:44
7. "Electric I'd Hypocrisy" – 3:52
8. "Stuck Here" – 4:41
9. "What's Left" – 4:10
10. "Shape of the Formless" – 4:07
11. "The Eye on Your Back" – 7:30
12. "Zero Synchronized" – 4:37 (utwór dodatkowy)

## Wykonawcy
- Guillaume Bideau – wokal
- Mircea Gabriel Eftemie – gitara, instrumenty klawiszowe
- Rune Stigart – gitara
- Tomas Koefoed – bas
- Brian Rasmussen – perkusja